# 73. Circuit of Ireland
Rajd Irlandii 2015 (73. Circuit of Ireland) to kolejna, siedemdziesiąta trzecia edycja rajdu samochodowego Rajdu Irlandii rozgrywanego w Wielkiej Brytanii. Rozgrywany był od 2 do 4 kwietnia 2015 roku. Była to trzecia runda Rajdowych Mistrzostw Europy w roku 2015. Składała się z 18 odcinków specjalnych.

## Zwycięzcy odcinków specjalnych
| Dzień      | Numer odcinka | Nazwa odcinka     | Długość  | Zwycięzca odcinka                     | Nr Sam. | Samochód        | Czas    | Śr. pr.    | Lider rajdu                     |
| ---------- | ------------- | ----------------- | -------- | ------------------------------------- | ------- | --------------- | ------- | ---------- | ------------------------------- |
| 3 kwietnia | OS1           | Bucks Head 1      | 14,54 km | Robert Barrable Damien Connolly       | 6       | Ford Fiesta R5  | 7:43,6  | 112,9 km/h | Robert Barrable Damien Connolly |
| 3 kwietnia | OS2           | Hamiltons Folly 1 | 16,95 km | Craig Breen Scott Martin              | 1       | Peugeot 208 T16 | 9:14,9  | 110,0 km/h | Craig Breen Scott Martin        |
| 3 kwietnia | OS3           | Lough Henney 1    | 10,50 km | Craig Breen Scott Martin              | 1       | Peugeot 208 T16 | 6:07,2  | 102,9 km/h | Craig Breen Scott Martin        |
| 3 kwietnia | OS4           | Bucks Head 2      | 14,54 km | Robert Barrable Damien Connolly       | 6       | Ford Fiesta R5  | 7:35,6  | 114,9 km/h | Craig Breen Scott Martin        |
| 3 kwietnia | OS5           | Hamiltons Folly 2 | 16,95 km | Craig Breen Scott Martin              | 1       | Peugeot 208 T16 | 8:59,4  | 113,1 km/h | Craig Breen Scott Martin        |
| 3 kwietnia | OS6           | Lough Henney 2    | 10,50 km | Kajetan Kajetanowicz Jarosław Baran   | 2       | Ford Fiesta R5  | 5:58,1  | 105,6 km/h | Craig Breen Scott Martin        |
| 3 kwietnia | OS7           | Newtownards 1     | 1,53 km  | Aleksiej Łukjaniuk Jewhen Czerwonenko | 4       | Ford Fiesta R5  | 1:31,9  | 59,9 km/h  | Craig Breen Scott Martin        |
| 3 kwietnia | OS8           | Newtownards 2     | 1,53 km  | Aleksiej Łukjaniuk Jewhen Czerwonenko | 4       | Ford Fiesta R5  | 1:29,9  | 61,3 km/h  | Craig Breen Scott Martin        |
| 4 kwietnia | OS9           | Bulls Brook 1     | 13,44 km | Josh Moffett John Rowan               | 12      | Ford Fiesta RRC | 7:49,1  | 103,1 km/h | Robert Barrable Damien Connolly |
| 4 kwietnia | OS10          | McGaffins 1       | 26,02 km | Craig Breen Scott Martin              | 1       | Peugeot 208 T16 | 14:43,9 | 106,0 km/h | Robert Barrable Damien Connolly |
| 4 kwietnia | OS11          | Banbridge 1       | 8,71 km  | Craig Breen Scott Martin              | 1       | Peugeot 208 T16 | 5:17,8  | 98,7 km/h  | Craig Breen Scott Martin        |
| 4 kwietnia | OS12          | Gregorlough 1     | 14,80 km | Robert Barrable Damien Connolly       | 6       | Ford Fiesta R5  | 8:42,0  | 102,1 km/h | Craig Breen Scott Martin        |
| 4 kwietnia | OS13          | Lisburn 1         | 1,12 km  | Robert Barrable Damien Connolly       | 6       | Ford Fiesta R5  | 59,3    | 68,0 km/h  | Craig Breen Scott Martin        |
| 4 kwietnia | OS14          | Lisburn 2         | 1,12 km  | Craig Breen Scott Martin              | 1       | Peugeot 208 T16 | 58,0    | 69,5 km/h  | Craig Breen Scott Martin        |
| 4 kwietnia | OS15          | Bulls Brook 2     | 13,44 km | Craig Breen Scott Martin              | 1       | Peugeot 208 T16 | 7:40,8  | 105,0 km/h | Craig Breen Scott Martin        |
| 4 kwietnia | OS16          | McGaffins 2       | 26,02 km | Craig Breen Scott Martin              | 1       | Peugeot 208 T16 | 14:22,9 | 108,6 km/h | Craig Breen Scott Martin        |
| 4 kwietnia | OS17          | Banbridge 2       | 8,71 km  | Kajetan Kajetanowicz Jarosław Baran   | 2       | Ford Fiesta R5  | 5:13,3  | 100,1 km/h | Craig Breen Scott Martin        |
| 4 kwietnia | OS18          | Gregorlough 2     | 14,89 km | Craig Breen Scott Martin              | 1       | Peugeot 208 T16 | 8:37,0  | 103,1 km/h | Craig Breen Scott Martin        |

## Wyniki końcowe rajdu[4]
| Miejsce | Kierowca             | Pilot              | Samochód          | Czas      | Strata  | Pkt ERC |
| ------- | -------------------- | ------------------ | ----------------- | --------- | ------- | ------- |
| 1       | Craig Breen          | Scott Martin       | Peugeot 208 T16   | 2:04:04,5 | –       | 25+13   |
| 2       | Kajetan Kajetanowicz | Jarosław Baran     | Ford Fiesta R5    | 2:04:10,9 | +6,4    | 18+12   |
| 3       | Josh Moffett         | John Rowan         | Ford Fiesta RRC   | 2:05:46,8 | +1:42,3 | 15+9    |
| 4       | Sam Moffett          | Karl Atkinson      | Ford Fiesta RRC   | 2:06:28,6 | +2:24,1 | 12+5    |
| 5.      | Charles Martin       | Thierry Salva      | Peugeot 208 T16   | 2:06:45,7 | +2:41,2 | 10+4    |
| 6.      | Aleksiej Łukjaniuk   | Jewhen Czerwonenko | Ford Fiesta R5    | 2:08:40,6 | +4:36,1 | 8+3     |
| 7.      | Tommy Doyle          | Eamon Hayes        | Škoda Fabia S2000 | 2:09:28,0 | +5:23,5 | 6       |
| 8.      | Jaromír Tarabus      | Daniel Trunkát     | Škoda Fabia S2000 | 2:12:34,2 | +8:29,7 | 4       |
| 9.      | Raul Jeets           | Andrus Toom        | Ford Fiesta R5    | 2:12:40,0 | +8:35,5 | 2       |
| 10.     | Emil Bergkvist       | Joakim Sjöberg     | Opel Adam R2      | 2:12:42,8 | +8:38,3 | 1       |

## Klasyfikacja po 3 rundach RME 2015
Punkty w klasyfikacji generalnej ERC otrzymuje 10 pierwszych zawodników, którzy uczestniczą w programie ERC i w ukończą wyścig, punktowanie odbywa się według klucza:
| Miejsce | 1  | 2  | 3  | 4  | 5  | 6 | 7 | 8 | 9 | 10 |
| Punkty  | 25 | 18 | 15 | 12 | 10 | 8 | 6 | 4 | 2 | 1  |

Dodatkowo po każdym etapie (dniu) rajdu prowadzona jest osobna klasyfikacja, w której przyznawano punkty według klucza 7-6-5-4-3-2-1 (jeżeli dany etap obejmował przynajmniej 25% długości odcinków specjalnych rajdu). Do klasyfikacji zaliczane są cztery najlepsze wyniki spośród pięciu pierwszych rajdów oraz cztery najlepsze wyniki w pięciu ostatnich rajdach w sezonie.
Pierwsza dziesiątka
| Poz. | Kierowca             | AUT    | LVA    | GBR    | POR | BEL | 4 NAJ | EST | CZE | CYP | GRE | CHE | Suma punktów |
| ---- | -------------------- | ------ | ------ | ------ | --- | --- | ----- | --- | --- | --- | --- | --- | ------------ |
| 1    | Craig Breen          | NU0+3  | 125+12 | 125+13 |     |     |       |     |     |     |     |     | 78           |
| 2    | Kajetan Kajetanowicz | 125+14 | NU0+6  | 218+12 |     |     |       |     |     |     |     |     | 75           |
| 3    | Aleksiej Łukjaniuk   | 315+10 | NU0+7  | 68+3   |     |     |       |     |     |     |     |     | 43           |
| 4    | Robert Consani       | 218+10 | 510+2  |        |     |     |       |     |     |     |     |     | 40           |
| 5    | Siim Plangi          |        | 218+10 |        |     |     |       |     |     |     |     |     | 28           |
| 6    | Jaromír Tarabus      | 412+10 |        | 84     |     |     |       |     |     |     |     |     | 26           |
| 7    | Josh Moffett         |        |        | 315+9  |     |     |       |     |     |     |     |     | 24           |
| 8    | Dominykas Butvilas   |        | 315+8  |        |     |     |       |     |     |     |     |     | 23           |
| 9    | Sam Moffett          |        |        | 412+5  |     |     |       |     |     |     |     |     | 17           |
| 10   | Martinš Svilis       |        | 412+3  |        |     |     |       |     |     |     |     |     | 15           |
| Poz. | Kierowca             | AUT    | LVA    | GBR    | POR | BEL | 4 NAJ | EST | CZE | CYP | GRE | CHE | Suma punktów |

| Kolor     | Opis                   |
| --------- | ---------------------- |
| Złoty     | Zwycięzca              |
| Srebrny   | 2. miejsce             |
| Brązowy   | 3. miejsce             |
| Zielony   | Punktowane miejsce     |
| Niebieski | Ukończył nie punktował |
| Fioletowy | Nie ukończył NU        |
| Czarny    | Wykluczony X           |
| Biały     | Nie wystartował NW     |
| Puste     | Nie brał udziału       |